# 陶 (姓)
陶（とう）は、漢姓の一つ。

## 中国の姓
2020年の中華人民共和国の第7回全国人口調査（国勢調査）に基づく姓氏統計によると中国で84番目に多い姓であり、302.63万人がいる。一方、台湾の2018年の統計では第132位で、7,556人がいる。

### 郡望
- 潯陽郡：唐の玄宗の時に設置、現在の江西省九江市。
- 済陽郡：西晋の恵帝の時に設置、現在の河南省蘭考県の東、山東省東明県の南に相当。
- 丹陽郡：前漢の武帝の時に設置、現在の安徽省宣城市。

### 著名な人物
- 陶謙：後漢末の群雄。
- 陶侃：西晋、東晋の武将。
- 陶淵明：魏晋南北朝時代、東晋末から南朝宋の文学者・詩人。陶侃の曾孫。
- 陶弘景：南朝斉梁間の道教大師、医薬学家。
- 陶成章：中国の民主革命家。
- 陶希聖：中国の政治家。
- 陶喆：台湾の歌手。
- 陶鋳：中共中央政治局常委。

### 架空の人物
- 陶震霆 - 『蕩寇志』の登場人物。

## 朝鮮の姓
陶（とう、ト、朝: 도）は、朝鮮人の姓の一つである。

### 氏族
中国の史書には、いくらか陶姓の人物が出てくることから、中国系帰化氏族と思われる。
| 氏族（地域） | 創始者                   | 人数（2015年） |
| ------------ | ------------------------ | -------------- |
| 羅州陶氏     |                          | 9              |
| 白川陶氏     |                          | 21             |
| 星州陶氏     |                          | 66             |
| 順天陶氏     | 中国の元朝の進士の陶球元 | 829            |
| 義州陶氏     |                          | 11             |
| 漢陽陶氏     |                          | 7              |
| 和順陶氏     |                          | 60             |

### 人口と割合
| 年度   | 人口    | 世帯数  | 順位         | 割合 |
| ------ | ------- | ------- | ------------ | ---- |
| 1960年 | 444人   |         | 258姓155位   |      |
| 1985年 |         | 222世帯 | 274姓中161位 |      |
| 2000年 |         |         |              |      |
| 2015年 | 1,037人 |         |              |      |